# جازمین آوانت
جازمین آوانت (انگلیسی: Jazmyne Avant؛ زادهٔ ۳۰ ژانویهٔ ۱۹۹۰) بازیکن فوتبال اهل ایالات متحده آمریکا است.
از باشگاه‌هایی که در آن بازی کرده‌است می‌توان به بوستون بریکرز، باشگاه فوتبال پورتلند تورنز، و هیوستون دش اشاره کرد.
وی همچنین در تیم ملی فوتبال United States U20 بازی کرده‌است.